# Diplectrona minima
Diplectrona minima là một loài Trichoptera hóa thạch trong họ Hydropsychidae.